# Смеллинкс, Филиберт
А́вгуст Филиберт Смеллинкс (нидерл. Philibert Smellinckx; 17 января 1911 года, Сен-Жиль — 8 апреля 1977 года, Эттербек) — бельгийский футболист, защитник, участник двух чемпионатов мира 1934 и 1938 годов.

## Клубная карьера
Смеллинкс — воспитанник клуба Юнион, в академии он выступал с 10 лет. В 1928 году дебютировал за клуб на позиции защитника. В составе клуба стал победителем трёх чемпионатов Бельгии (1933, 1934, 1935) и выступал в команде во время рекордный в истории клуба беспроигрышной серии в 60 матчей.

## Карьера в сборной
С 1932 по 1934 год провёл 19 матчей за сборную. 22 октября 1933 года в матче против Германии дебютировал за сборную. На чемпионате мира 1934 года провёл один матч против Германии. Был также в заявке на чемпионат мира 1938 года во Франции, но не играл на турнире.
| Матчи и голы Филиберта Смеллинкса за сборную Бельгии | Матчи и голы Филиберта Смеллинкса за сборную Бельгии | Матчи и голы Филиберта Смеллинкса за сборную Бельгии | Матчи и голы Филиберта Смеллинкса за сборную Бельгии | Матчи и голы Филиберта Смеллинкса за сборную Бельгии | Матчи и голы Филиберта Смеллинкса за сборную Бельгии | Матчи и голы Филиберта Смеллинкса за сборную Бельгии |
| ---------------------------------------------------- | ---------------------------------------------------- | ---------------------------------------------------- | ---------------------------------------------------- | ---------------------------------------------------- | ---------------------------------------------------- | ---------------------------------------------------- |
| №                                                    | Дата                                                 | Место проведения                                     | Соперник                                             | Счёт                                                 | Голы                                                 | Турнир                                               |
| 1                                                    | 25 февраля 1934                                      | Дуйсбург, Германия                                   | Германия                                             | 8:1                                                  | —                                                    | Товарищеский матч                                    |
| 2                                                    | 21 января 1934                                       | Брюссель, Бельгия                                    | Франция                                              | 2:3                                                  | —                                                    | Товарищеский матч                                    |
| 3                                                    | 25 февраля 1934                                      | Дублин, Ирландия                                     | Ирландия                                             | 4:4                                                  | —                                                    | отбор на ЧМ—1938                                     |
| 4                                                    | 11 марта 1934                                        | Амстердам, Нидерланды                                | Нидерланды                                           | 9:3                                                  | —                                                    | Товарищеский матч                                    |
| 5                                                    | 29 апреля 1934                                       | Антверпен, Бельгия                                   | Нидерланды                                           | 2:4                                                  | —                                                    | отбор на ЧМ—1938                                     |
| 6                                                    | 27 мая 1934                                          | Флоренция, Италия                                    | Германия                                             | 5:2                                                  | —                                                    | Чемпионат мира по футболу 1934                       |
| 7                                                    | 31 марта 1935                                        | Амстердам, Нидерланды                                | Нидерланды                                           | 4:2                                                  | —                                                    | Товарищеский матч                                    |
| 8                                                    | 14 апреля 1935                                       | Брюссель, Бельгия                                    | Франция                                              | 1:1                                                  | —                                                    | Товарищеский матч                                    |
| 9                                                    | 28 апреля 1935                                       | Брюссель, Бельгия                                    | Германия                                             | 1:6                                                  | —                                                    | Товарищеский матч                                    |
| 10                                                   | 12 мая 1935                                          | Брюссель, Бельгия                                    | Нидерланды                                           | 0:2                                                  | —                                                    | Товарищеский матч                                    |
| 11                                                   | 30 мая 1935                                          | Брюссель, Бельгия                                    | Швейцария                                            | 2:2                                                  | —                                                    | Товарищеский матч                                    |
| 12                                                   | 17 ноября 1935                                       | Брюссель, Бельгия                                    | Швеция                                               | 5:1                                                  | —                                                    | Товарищеский матч                                    |
| 13                                                   | 16 февраля 1936                                      | Брюссель, Бельгия                                    | Польша                                               | 0:2                                                  | —                                                    | Товарищеский матч                                    |
| 14                                                   | 8 марта 1936                                         | Коломб, Франция                                      | Франция                                              | 3:0                                                  | —                                                    | Товарищеский матч                                    |
| 15                                                   | 29 марта 1936                                        | Амстердам, Нидерланды                                | Нидерланды                                           | 8:0                                                  | —                                                    | Товарищеский матч                                    |
| 16                                                   | 3 мая 1936                                           | Брюссель, Бельгия                                    | Нидерланды                                           | 1:1                                                  | —                                                    | Товарищеский матч                                    |
| 17                                                   | 24 мая 1936                                          | Базель, Швейцария                                    | Швейцария                                            | 1:1                                                  | —                                                    | Товарищеский матч                                    |
| 18                                                   | 30 января 1938                                       | Париж, Франция                                       | Франция                                              | 5:3                                                  | —                                                    | Товарищеский матч                                    |
| 19                                                   | 3 мая 1936                                           | Роттердам, Нидерланды                                | Нидерланды                                           | 7:2                                                  | —                                                    | Товарищеский матч                                    |

Итого: 19 матчей / 0 голов; 1 победа, 5 ничьих, 13 поражений.